# Robert Brasillach
Robert Brasillach escucharⓘ (Perpignan, 31 de março de 1909 – Arcueil, 6 de fevereiro de 1945) foi um escritor, jornalista e crítico de cinema francês.

## Biografia

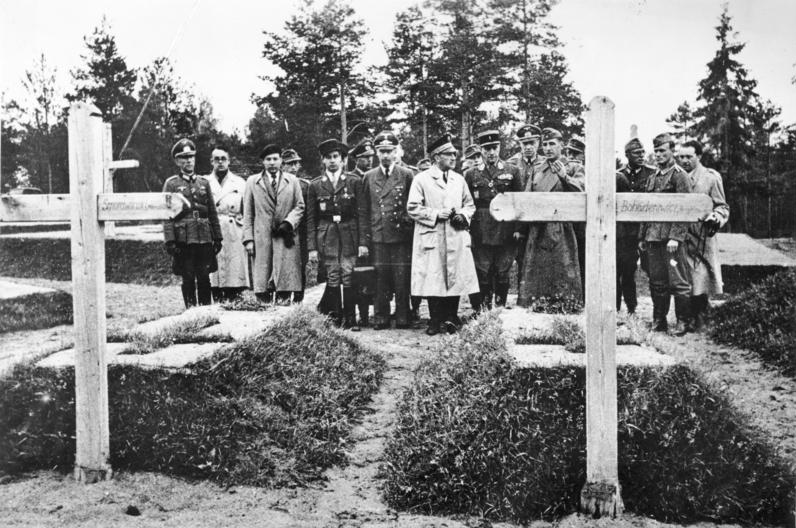
Brasillach (2º à esquerda) em Katyn, um dos destinos da sua volta de propaganda com os nazis em 1943.

Nascido em 31 de março de 1909 em Perpignan, foi um dos escritores estrangeiros que apoiaram os sublevados durante a Guerra Civil Espanhola. Escreveu uma obra sobre o cerco do Alcázar de Toledo (Les Cadets de l'Alcazar, junto com Henri Massis), uma História da Guerra Civil (1939);  e uns Poémes de Fresnes que recordam e citam os do romântico André Chénier. Brasillach, que a partir da entrevista de Montoire entre Pétain e Hitler passaria a adotar uma «entusiasta» postura germanófila, colaborou com a Alemanha nazista; e por isso foi julgado por traição, e fuzilado em 6 de fevereiro de 1945 no forte de Montrouge.
O seu pensamento foi influenciado em importante medida por Charles Maurras.

## Obra
- Presença de Virgílio (1931),
- O Processo de Joana de Arc (1932)
- O Filho da Noite (1934)
- Les cadets de l'Alcázar (1936)
- As sete cores (1939)
- A conquistadora (1943)
- Poemas (1944)

Após a sua execução foram publicadas:
- Carta a um soldado da classe 60 (1946)
- Antologia da poesia grega (1950)
- Berenice (1954)
- A Paris de Balzac (1984)
- Hugo e o snobismo revolucionário (1985).
- História da guerra de Espanha (1939), ISBN 2900000618041 MADRID (1998)